# Alex Van Halen
Alexander Arthur Van Halen (Ámsterdam, 8 de mayo de 1953) es un músico neerlandés-estadounidense conocido mundialmente por ser el baterista y miembro fundador de la banda de hard rock Van Halen, junto a su hermano, el guitarrista Eddie van Halen. Inicialmente, Eddie tocaba la batería, mientras que Alex tocaba la guitarra. Sin embargo, Alex pasó más tiempo tocando la batería de Eddie. Eventualmente se volvió más habilidoso con la batería, por lo que se intercambiaron los roles pasando Eddie a la guitarra y Alex a la batería.
En 1974, los hermanos Van Halen, David Lee Roth, y Michael Anthony formaron una banda con el mismo nombre de los hermanos Van Halen. Firmaron un contrato con la Warner Brothers en 1977 y publicaron su álbum debut al año siguiente. Tanto Alex como Eddie son los únicos miembros de la banda que permanecieron durante toda su carrera.

## Primeros años
Alexander Arthur Van Halen nació en  Ámsterdam el 8 de mayo de 1953. Su padre, Jan Van Halen de origen neerlandés (1920-1986) era un músico de Jazz exitoso, clarinista y saxofonista. Su madre, Eugenia Van Beers (1914-2005) era de origen indo de Rangkasbitung, Indonesia. Vivió sus primeros años en Nimega en el este de los Países Bajos. La familia se movió a Pasadena, California en 1962. Él y su hermano Eddie son ciudadanos estadounidenses naturalizados.
Ambos fueron pianistas en su infancia. Aunque Alex es conocido como baterista, pretendía ser guitarrista, con su hermano como baterista. Finalmente su hermano decidió ser guitarrista. Alex fue influenciado por el baterista de Budgie, Ray Phillips.
Él, su hermano y otros tres niños formaron su primera banda, llamada The Broken Combs.
En 1971, se graduó en la Pasadena High School en California. Luego tomó clases de teoría musical, puntuación, composición y arreglos en Pasadena City College por poco tiempo. Mientras asistía al Pasadena City College, Alex conoció a Michael Anthony y David Lee Roth. Formaron la banda Mammoth, y Alex, junto con los demás, abandonaron el Pasadena City College.

## Carrera musical
Alex Van Halen tuvo varias bandas con su hermano. Entre estas están The Broken Combs, The Space Brothers, The Trojan Rubber Company, y Mammoth.
En 1972, Alex y Eddie Van Halen formaron Mammoth con Mark Stone en bajo y Eddie en voz principal. La banda alquiló el sistema de megafonía de David Lee Roth para sus espectáculos. En 1974, dado que el nombre Mammoth fue tomado por otra banda, el nombre cambió a Van Halen, y Stone fue reemplazado por Michael Anthony. Roth dijo que fue su idea cambiar el nombre, y que la llamó así en referencia a Alex. Además de sus ocupaciones musicales, Alex se encargó de ocupaciones administrativas, como reservar conciertos para la banda. Su álbum debut homónimo de 1978 Van Halen fue lanzado con mucha fanfarria, influyendo en muchos músicos del hard rock.
Aunque el término «sonido marrón» es asociado a la guitarra de Eddie, en realidad fue acuñado por Alex para referirse al sonido de su caja.
La única grabación que Alex hizo fuera de la banda fue "Respect the Wind" (por el cual los hermanos Van Halen fueron nominados para un Premio Grammy en 1997 por el mejor instrumental de rock), con Alex en teclado y Eddie en guitarra. La canción fue escrita para la película Twister de 1996 y se reproduce durante los créditos finales.

## Equipamiento
Van Halen usa los tambores Ludwig, platillos Paiste, parches Remo y baquetas Regaltip. Como patrocinador de Paiste desde marzo de 1983, Van Halen, en cooperación con Paiste, desarrolló un platillo, que Paiste presentó en el Winter NAMM Show 2010. También tenía dos tambores de Ludwig. Alex usó Rototoms y octobans en el pasado, así como tambores electrónicos y es conocido por usar baterías de tamaño extravagante que cuentan con cuatro bombos, habiendo usado originalmente sólo dos.[cita requerida]
Regaltip creó las baquetas de la firma de Alex Van Halen cuando se convirtió en patrocinador. Sin embargo, a pesar de ser un patrocinador de la marca desde hace mucho tiempo, Alex Van Halen también usó las baquetas Easton Ahead.[cita requerida]

## Influencias
Alex fue fuertemente influenciado por Billy Cobham, Ginger Baker, Keith Moon y John Bonham, además ha citado al trabajo de Buddy Rich como uno de los que más lo impactó como músico.

## Vida personal
Alex se casó con Valeri Kendall en junio de 1983, luego de dos años de incertidumbre el matrimonió se rompió acabando en divorcio. Sus dos primeros hijos, Aric Van Halen nació el 6 de octubre de 1989, la madre de Aric era la exesposa de Alex, Kelly Carter, de quién se divorció en agosto de 1996 luego de 13 años de matrimonio. Alex se ha casado con su esposa actual, Stine Schyberg en el año 2000. Ella es la madre de su hijo Malcolm Van Halen. Alex además es el tío de Wolfgang Van Halen.
Luego de la muerte de su padre Jan en diciembre de 1986, Alex ha permanecido sobrio desde abril de 1987.[cita requerida]
Van Halen se ha convertido en ministro ordenado y presidió en el casamiento de su hermano Eddie en 2009.